# Gates McFadden
Gates McFadden, pseudonimo di Cheryl Gates McFadden (Akron, 2 marzo 1949), è un'attrice e coreografa statunitense. È nota per aver interpretato il personaggio della dottoressa Beverly Crusher nel franchise di fantascienza Star Trek.

## Biografia
Nata ad Akron, presso l'Akron General Hospital, e cresciuta nell'Ohio, il suo vero nome è Cheryl, Gates è in realtà il cognome materno. La McFadden ha frequentato diversi corsi teatrali e di recitazione, compresa la New York University Graduate School of Arts, la Brandais University e la University of Pittsburgh. Ha ottenuto un Bachelor of Arts con lode in Arte drammatica presso la Brandais University e ha studiato con Jacques Le Coq a Parigi.
Gates McFadden ha lavorato sui palcoscenici di New York come attrice e regista. Tra i suoi lavori figurano i ruoli da protagonista nelle produzioni To Gillian on her 37th Birthday, How to Say Goodbye, Cloud 9 e The Emerald City. 
Dopo aver lavorato nel film I Muppet alla conquista di Broadway (The Muppets Take Manhattan, 1984), la McFadden ha continuato la collaborazione con Jim Henson, creatore dei Muppet, in qualità di direttore della coreografia e dell'animazione dei pupazzi del film Labyrinth - Dove tutto è possibile (Labyrinth, 1986). Ha inoltre interpretato il diavolo ne L'histoire du soldat di Stravinskij, messo in scena al La Jolla Chamber Music Festival.
Nel 1987 entra a far parte del cast di Star Trek: The Next Generation, seconda serie televisiva live-action del franchise di fantascienza Star Trek, interpretando la dottoressa Beverly Crusher nella prima e dalla terza alla settima stagione. Nell seconda stagione il personaggio viene provvisoriamente sostituito da quello della dottoressa Katherine Pulaski, interpretata da Diana Muldaur. La McFadden interpreta inoltre il personaggio della Dottoressa Crusher anche nei quattro film che vedono protagonista l'equipaggio di TNG: Generazioni (Star Trek: Generations, 1992), Primo contatto (Star Trek: First Contact, 1996), Star Trek - L'insurrezione (Star Trek: Insurrection, 1998) e Star Trek - La nemesi (Star Trek: Nemesis, 2002). Il personaggio ritornerà nella terza stagione della serie  Star Trek: Picard, nel 2023. La McFadden ha inoltre prestato la voce al personaggio nell'episodio della prima stagione della serie animata Star Trek: Prodigy, Kobayashi (2022) e nei videogiochi Star Trek: The Next Generation - A Final Unity (1995) e Star Trek: Generations (1997).
Nel 1990 l'attrice appare nella parte della Dott.ssa Katerine, moglie di Jack Ryan, in una sequenza di 5 secondi all'inizio del film Caccia a Ottobre Rosso (The Hunt for Red October), diretto da John McTiernan.

## Filmografia parziale

### Attrice

#### Cinema
- I Muppet alla conquista di Broadway (The Muppets Take Manhattan), regia di Frank Oz (1984)
- When Nature Calls, regia di Charles Kaufman (1985)
- Caccia a Ottobre Rosso (The Hunt for Red October), regia di John McTiernan (1990)
- Filofax - Un'agenda che vale un tesoro (Taking Care of Business), regia di Arthur Hiller (1990)
- Generazioni (Star Trek: Generations), regia di David Carson (1994)
- Primo contatto (Star Trek: First Contact), regia di Jonathan Frakes (1996)
- Star Trek - L'insurrezione (Star Trek: Insurrection), regia di Jonathan Frakes (1998)
- Star Trek - La nemesi (Star Trek: Nemesis), regia di Stuart Baird (2002)
- Dirty - Affari sporchi (Dirty), regia di Chris Fisher (2005)
- Make the Yuletide Gay, regia di Rob Williams (2009)

#### Televisione
- Il mago (The Wizard) - serie TV, 1 episodio (1986)
- I Robinson (The Cosby Show) - serie TV, 1 episodio (1987)
- Star Trek: The Next Generation - serie TV, 154 episodi (1987-1994)
- La valle dei pini (All My Children) - serie TV (1988)
- Beyond the Groove, regia di Roger Pomphrey - film TV (1990)
- L.A. Law - Avvocati a Los Angeles (L.A. Law) - serie TV, 1 episodio (1992)
- Dream On - serie TV, 1 episodio (1993)
- Cinque in famiglia (Party of Five) - serie TV, 1 episodio (1994)
- Marker - serie TV, 13 episodi (1995)
- Mystery Dance - serie TV, 1 episodio (1995)
- Innamorati pazzi (Mad About You) - serie TV, 4 episodi (1995-1996)
- Miss a tutti i costi (Crowned and Dangerous), regia di Christopher Leitch - film TV (1997)
- The Practice - Professione avvocati (The Practice) - serie TV, 1 episodio (2000)
- The Division - serie TV, 1 episodio (2001)
- The Handler - serie TV, 1 episodio (2004)
- Franklin & Bash - serie TV, 4 episodi (2011-2013)
- Star Trek: Picard - serie TV, 10 episodi (2023)

### Doppiatrice
- Star Trek: The Next Generation - A Final Unity - videogioco (1995)
- Star Trek: Generations - videogioco (1997)
- I Griffin (Family Guy) - serie TV, 1 episodio (2009)
- Star Trek: Prodigy - serie animata, episodio 1x06 (2022)

## Doppiatrici italiane
- Serena Verdirosi in Star Trek: The Next Generation, Star Trek: Generazioni, Star Trek: Primo contatto, Star Trek: L'insurrezione, Star Trek: La nemesi, Star Trek: Picard
- Anna Rita Pasanisi in Miss a tutti i costi

Da doppiatrice è sostituita da:
- Serena Verdirosi ne I Griffin
- Ilaria Egitto in Star Trek: Prodigy